# Municipi de Krustpils
El municipi de Krustpils (en letó: Krustpils novads) és un dels 110 municipis de Letònia, que es troba localitzat al centre del país bàltic; la capital es troba a la localitat de Jēkabpils, tot i que aquesta no forma part del municipi. El municipi va ser creat l'any 2009 després de la reorganització territorial.

## Ciutats i zones rurals
- Atašienes pagasts (zona rural)
- Krustpils pagasts (zona rural)
- Kūku pagasts (zona rural)
- Mežāres pagasts (zona rural)
- Variešu pagasts (zona rural)
- Vīpes pagasts (zona rural)

## Població i territori
La seva població està composta per un total de 6.827 persones (2009). La superfície del municipi té uns 812,2 kilòmetres quadrats, i la densitat poblacional és de 8,41 habitants per kilòmetre quadrat.